# Barnim von Zeuner
Karl Ludwig Barnim von Zeuner (né le 12 août 1821 à Stettin et mort le 7 février 1904 à Berlin) est un général d'infanterie prussien

## Biographie

### Origine
Il est le fils de Karl von Zeuner (1781-1854) et de son épouse Marie Charlotte Amalie, née baronne von Oetinger (1786-1869). Son père est un colonel prussien, plus récemment commandant du 4e régiment de hussards (de). Le dernier lieutenant-général Ferdinand von Zeuner (de) (1825-1888) est son frère cadet.

### Carrière militaire
Zeuner étudie à la maison des cadets de Potsdam, puis suit des cours particuliers ainsi que des cours à l'école de la division de la Garde combinée. Le 1er février 1839, il rejoint le 1er régiment de grenadiers de la Garde de l'armée prussienne avec la perspective d'une promotion et est promu sous-lieutenant à la mi-décembre 1840. De la mi-octobre 1844 à la fin juin 1845, Zeuner travaille comme enseignant à l'école de la division de la Garde combinée. Fin juillet 1846, il est affecté comme adjudant au bataillon de réserve de la Garde combinée à Custrin. Le 1er mai 1848, Zeuner retourne à son régiment régulier, devient adjudant de bataillon le 1er juin 1849 et est promu adjudant de régiment le 9 novembre 1850. À ce titre, il est promu premier lieutenant le 22 juin 1852. À ce titre, Zeuner devient adjudant de la 3e brigade d'infanterie de la Garde le 14 février 1854 et capitaine à ce poste le 10 janvier 1856. Du 22 décembre 1857 au 22 avril 1863, il sert comme commandant de compagnie dans le 1er régiment de grenadiers de la Garde puis dans l'état-major de la 15e division d'infanterie à Cologne . En tant que major, Zeuner fait brièvement partie à partir du 9 mai 1865 de l'état-major du 8e corps d'armée, qui est nommé directeur de l'École de guerre d'Engers le 17 juin 1865, sous les fonctions à la suite de l'état-major de l'armée.
Pendant la durée de sa relation mobile pendant la guerre austro-prussienne en 1866, Zeuner est premier officier d'état-major de la division « Beyer ». À ce poste, il participe aux batailles près d'Hammelburg, Werbach, Helmstadt, Uettingen et Hettstadt ainsi qu'au bombardement de Wurtzbourg pendant la campagne du Main. Ses réalisations sont reconnues par l'attribution de l' Ordre de l'Aigle rouge de 4e classe avec épées. Après l'accord de paix, Zeuner reprend son poste de directeur de l'école de guerre et est promu lieutenant-colonel le 31 décembre 1866 avec un brevet daté du 30 octobre 1866. Fin juin 1868, il est chargé de diriger pendant trois mois le bataillon de fusiliers du 95e régiment d'infanterie (de) à Cobourg. Avant le début de la guerre contre la France, Zeuner est nommé commandant du 2e régiment de grenadiers de la Garde le 16 juillet 1870. Cependant, il est libéré de ce commandement et nommé commandant du 1er régiment de grenadiers de la Garde le 18 juillet 1870 pour la durée de la relation mobile. Peu de temps après, Zeuner est promu colonel le 26 juillet 1870 et dirige son régiment dans les batailles de Gravelotte, Sedan et Le Bourget ainsi que lors du siège de Paris.

Récompensé des deux classes de la Croix de Fer, Zeuner est confirmé comme commandant du régiment après le Traité de Versailles du 29 mars 1871. Parallèlement, à partir du 15 juillet 1871, il est également membre de la Commission des hautes études militaires et de la Commission d'études des écoles de guerre. Son chef de régiment, l'empereur Alexandre II, décerne à Zeuner l'Ordre de Sainte-Anne de 2e classe avec couronne et épées, l'Ordre de Saint-Vladimir de 3e classe et l'Ordre de Saint-Georges de 4e classe. Positionné à la suite dans son régiment, il est chargé de diriger le 2 décembre 1873 la 40e brigade d'infanterie à Brunswick. Le 14 février 1874, il est nommé commandant de cette grande unité et promu major général le 2 mai 1874. Avec sa promotion au grade de lieutenant général, Zeuner reçoit le commandement le 22 mars 1880 de la 13e division d'infanterie à Münster. À ce poste, il reçoit le 22 janvier 1882 l'Étoile de l'Ordre de l'Aigle rouge de 2e classe avec feuilles de chêne et épées sur l'aneeau. En accord avec sa demande de congé, il reçoit une pension légale le 14 avril 1883. Après ses adieux, Zeuner reçoit l'Ordre de la Couronne de première classe le 5 mai 1883 et Guillaume II lui décerna le titre de général d'infanterie le 18 août 1895, jour anniversaire de la bataille de Saint-Priviat. De plus, le 14 septembre 1900, Zeuner reçoit l'autorisation de porter l'uniforme du 1er régiment de grenadiers de la Garde

### Famille
Zeuner se marie avec Agnes von Hövel (de) (née en 1840) à Meseberg le 20 avril 1865. Le mariage donne naissance à la fille Friede (née en 1866) et au fils Alexander (né en 1872).